# Kanoscarta
Kanoscarta is een geslacht van halfvleugeligen uit de familie schuimcicaden (Cercopidae). De wetenschappelijke naam van dit geslacht is voor het eerst geldig gepubliceerd in 1940 door Matsumura.

## Soorten
Het geslacht Kanoscarta  is monotypisch en omvat slechts de volgende soort:
- Kanoscarta kanoniella Matsumura, 1940